# Daniel Fontana
Daniel Monzozo Fontana (General Roca, 31 de diciembre de 1975) es un deportista italiano, de origen argentino, que compitió en triatlón.
Ganó una medalla de oro en el Campeonato Panamericano de Triatlón de 2001, y una medalla de plata en el Campeonato Mundial de Ironman 70.3 de 2009.

## Palmarés internacional
| Representando a Argentina |                          |                |            |
| Campeonato Panamericano   |                          |                |            |
| Año                       | Lugar                    | Medalla        | Prueba     |
| 2001                      | Orlando (Estados Unidos) | Medalla de oro | Individual |

| Representando a Italia |                             |                  |            |
| Campeonato Mundial     |                             |                  |            |
| Año                    | Lugar                       | Medalla          | Prueba     |
| 2009                   | Clearwater (Estados Unidos) | Medalla de plata | Individual |